# Саратовская ТЭЦ-2
Саратовская ТЭЦ-2 — предприятие энергетики Саратова, входящее в ПАО «Т Плюс».

## История
50-е годы XX века характеризовались активным строительством новых и модернизацией старых промышленных предприятий Саратова. Значительная их часть располагалась или планировалась в Заводском районе города. Однако, эта часть Саратова не располагала достаточными энергетическими мощностями. Кроме того, строительство заводов было сопряжено со строительством жилого фонда, для которого требовалась не только электроэнергия, но и тепло. В этой связи в начале 1950-х годов принимается решение о строительстве ТЭЦ на южной окраине города.
Подготовительные работы начались в 1951 году. Строительство станции было начато в 1952 году Строительным управлением Саратовских электростанций под руководством начальника Панова А. М. и главного инженера Иванова В. А. Монтаж технологического оборудования осуществлял «Севтеплоэлектромонтаж» под руководством начальника участка № 7 Булгакова В. В. Несмотря на преобладание ручного труда, в том числе и на земляных работах, к концу 1955 года наметился пуск первых агрегатов.
ТЭЦ-2 была запроектирована как с учётом нужд города в теплоснабжении, так и для удовлетворения потребностей в паре сооружавшегося вблизи Саратовского завода синтетического спирта (позже производства волокна «Нитрон»). Предусматривалась установка 5 котлоагрегатов типа ТП-170 с использованием донецкого угля и растопкой котлов на мазуте. В машинном зале предусматривалась установка турбин ВПТ-25 — 3 машины и ВР-25 — 1 машина.
Переход на параметры пара 90 атмосфер и 500°С для Саратовской энергетики был своеобразным техническим «прорывом» и, как показало время, освоение этих параметров не было простым и лёгким.
С 29 ноября 1955 года было начато комплексное опробование котлоагрегата № 1 ТП-170 и турбоагрегата № 1 ВПТ-25-3. Пуск станции в зимнее время на твердом топливе с «пионерной» котельной — двумя паровозами и «мангалами» (печки из металлических бочек) на паровозном угле по воспоминаниям ветеранов был исключительно тяжел. Но молодые, чумазые от «мангалов», машинисты и помощники под руководством инженеров успешно провели опробование и 30 декабря 1955 года был подписан акт Государственной комиссии о приёмке в эксплуатацию первых агрегатов Саратовской ТЭЦ-2.
Электростанция была пущена с большим количеством строительных и монтажных недоделок, но исключительно тяжелое положение с энергоснабжением в суровую зиму 1955—1956 годов обязывало весь коллектив осваивать смонтированное оборудование и продолжить работы по форсированному вводу котла № 2, который был пущен в 1956 году.
Вывод на номинальные параметры острого пара 90/500 был проведён лишь почти через полгода после завершения работ на ХВО. Но темп «заноса» проточной части турбин солями кремниевой кислоты был так интенсивен, что иногда «межпромывочный» цикл турбин не превышал одного месяца. И только после «доводки» ХВО и иструкции внутрибарабанной сепарации котлов заносы проточной части турбин были полностью исключены.
Этот 15-летний период (1955—1970 годы) был для ТЭЦ и её коллектива периодом творчества и созидания.
В 1956 году директором ТЭЦ был назначен Огородников П. А. — опытный инженер-энергетик, волевой и творческий руководитель и организатор. Несколько позже пост главного инженера занял Шувалов М. А., имевший большой опыт технического руководства и обладавший особым чутьем к новейшим техническим решениям. Позже главным инженером ТЭЦ стал молодой начальник турбинного цеха Орфеев В. М.

## Производственная деятельность
- 30 декабря 1955 года — подписан акт о приёме в эксплуатацию пускового комплекса — котлоагрегат ТП-170 № 1 и турбоагрегат ВПТ-25-3 № 1;
- 1956 год — введён в работу котлоагрегат № 2 ТП-170;
- 1957 год — введены в работу турбоагрегаты № 2, 3 и котлоагрегаты № 3, 4;
- 1958 год — введены в эксплуатацию турбоагрегат № 4 и котлоагрегат № 5. Таким образом, за 3 года введена в эксплуатацию первая очередь Саратовской ТЭЦ-2 мощностью 100 МВт.
- 1961—1962 годы — введены в работу котлоагрегаты № 6 и № 7 типа БКЗ-210 и турбоагрегат № 5 типа ПТ-50-130;
- 1963 год — введены в работу котлоагрегат № 8 типа БКЗ-210 и турбоагрегат № 6 типа Р-50-130;
- 1965 год — введен в работу опытный образец малогабаритного котла типа ТП-86 для работы на твердом топливе.

Но если бы коллектив ТЭЦ за эти годы лишь только помогал монтажникам и строителям и осваивал новое оборудование, то и эта работа заслуживала высокой оценки. Однако топливная «лихорадка» вынудила в эти годы осваивать газ, позже мазут с последующим прекращением сжигания, донецкого угля. Котельный
цех ежегодно реконструировал горелки, «хвосты» котлов и другие элементы.
Химический цех проводил огромную работу по облагораживанию пароводяного цикла ТЭЦ. Какие только «подарки» не приходили в конденсате потребителей (химия и нефтехимия).
Но близость комбината «Нитрон» и Саратовского НПЗ позволили внедрить технические решения, определившие дальнейшую судьбу ТЭЦ как ещё более важного энергодонора этих отраслей. По инициативе руководства ТЭЦ была за крыта ТЭЦ Саратовского НПЗ с предварительной подачей пара 10-16 ата по двум паропроводам протяженностью около 2-х километров от ТЭЦ-2. Было начато сооружение схемы мазутопроводов для подачи мазута на ТЭЦ непосредственно с крекинг-установок.
Были начаты работы по сжиганию (в смеси с мазутом) жидких отходов Химкомбината. Электрическая часть ТЭЦ по мере её развития становилась все более сложной — только количество отходящих ВЛ 35-110кВ -достигло десятка, а количество фидеров генераторного напряжения на ближайшие предприятия превышало два десятка.
С учётом расширения зоны отпуска тепла на отопление ТЭЦ-2 стала неотъемлемой частью, энергоцентром южной части г. Саратова и способствовала развитию города, поэтому вопросы надежного энергоснабжения требовали не только высокой технологической дисциплины, но и высокого уровня ремонтного обслуживания.
Высокопрофессиональные специалисты, регионального предприятия «Волгаэнергоремонт» обеспечивали многие годы капитальный ремонт основного оборудования ТЭЦ. Но нарастала потребность в создании собственной ремонтной организации. Так в 1968-69 г.г. был создан цех централизованного ремонта Саратовской ТЭЦ-2, заложивший основу для создания через несколько лет ПРП «Саратовэнергоремонт».
Саратовская ТЭЦ-2 в энергосистеме была «пионером» в освоении оборудования, работающего на высоких параметрах пара, что в последующем позволило полноценно использовать этот опыт на ТЭЦ-3,4,5. Спрос на кадры, прошедшие школу ТЭЦ-2, был в эти годы весьма заметен, а на самой станции велась работа по четкому направлению- техническая и экономическая эффективность.
Вот далеко неполный перечень работ:
- реконструкция турбоагрегатов ВПТ-25-3 первой очереди для максимального использования низкопотенциальных отборов для теплофикационных нагрузок. Вместе с созданием новых бойлерных установок и трубопроводов теплосетей на ТЭЦ существенно возрос выпуск теплоэнергии;
- были решены с заводами-изготовителями турбин вопросы отпуска пара З0 ата из нерегулируемых отборов турбин, что исключило редуцирование острого пара для этих целей.

Поскольку значительная часть котельного оборудования создавалась в пылеугольном варианте, перевод на мазут потребовал проведения коренной реконструкции многих элементов котлов.
- начиная с 1960-х годов, поэтапно проводились реконструкции градирен с повышением охлаждающего эффекта.
- внедрена (из опыта работы Саратовской ГРЭС) магнитная обработка подпиточной воды в системе теплофикации, что позволило увеличить отпуск тепла на отопление.

Эти и другие целенаправленные мероприятия по повышению экономичности работы ТЭЦ в целом привели к снижению удельных расходов на отпущенную энергию. Значительный эффект, в экономии топлива, но во много раз больший экологический эффект, был получен от сжигания вторичных газовых отходов Саратовского НПЗ.
По инициативе ведущих специалистов станции (директор П. А. Огородников, главные инженеры Н. К. Лобанов, позже Ю. В. Кошелев, начальник ПТО С. А. Белов, заместители начальников цехов М. Е. Косяков, Ф. К. Калмыков) было освоено сжигание этих отходов в смеси с природным газом. Позже, в середине 90-х годов из-за роста «жидкой» составляющей в этих отходах сжигание было прекращено.
Но только в 1978 г. это мероприятие позволило высвободить 37,5 тыс.тонн дефицитного мазута. А жители посёлков перестали испытывать удушье от характерных выбросов.
Для этого периода был характерен постоянный поиск наибольшей эффективности в обслуживании и ремонте — бригадный подряд, смены коммунистического труда
К началу 1990-х годов стал весьма ощутим физический износ оборудования ТЭЦ — это отражалось в росте дефектов и нарушений в работе из-за повреждений оборудования. Острейший финансовый дефицит, проблемы бартера и другие гримасы раннего капитализма создали, казалось, непреодолимые условия для поддержания «на плаву» стареющей ТЭЦ. Но директора ТЭЦ — Ф. К. Калмыков, С. В. Самсонов и главные инженеры А. С. Лущенко, Б. А. Мартынов — сумели вместе с коллективом ТЭЦ, ПРП «Саратовэнергоремонт», предприятием «Саратовэнергоспецремонт» и другими подрядными организациями продолжить работу по модернизации и замене устаревшего оборудования.
Вот далеко не полный перечень работ за эти почти 15 лет работы энергетики в рыночной экономике.
В 1991—1995 годах продолжились работы по реконструкции градирен с применением современных материалов и технических решений.
В 1992 году через 30 лет после ввода в работу первого в Саратовской энергосистеме турбоагрегата с параметрами пара 140/570 был заменен цилиндр турбины ПТ-50-130 № 5 с модернизированной проточной частью.
В 1995 году заменен цилиндр и вспомогательное оборудование турбоагрегата № 6.
Долгие годы стояла проблема подачи речной воды в цикл охлаждения конденсаторов. Теперь была модернизирована схема электроснабжения береговой насосной станции, смонтирован новый трубопровод речной воды взамен изношенного.
И, конечно, одна из самых «больных» проблем — термический износ паропроводов острого пара 140/570. Она переводила станцию из уровня надежности в уровень живучести.
Благодаря эффективной работе персонала ПРП «Саратовэнергоремонт» и «Волгаэнергомонтаж», использования технических решений ВТИ удалось не только ликвидировать «горячие» точки и узлы, но и взять, в целом, под контроль этот элемент тепловой схемы ТЭЦ.
Ещё до начала 1990-х годов в очередной проектной разработке перспективного теплоснабжения г. Саратова решался вопрос подпитки теплосети с учётом горячего водоснабжения. Небезынтересно отметить, что несмотря на скептицизм проектировщиков победил «Саратовский» метод — магнитная обработка подпиточной воды.
В достаточно сложной первичной схеме электрической части были проведены отдельные работы по ликвидации «узких» мест. Главное из них — замена воздушных выключателей 35 и 110 кВ на вакуумные, внедрение микропроцессорных регистраторов аварийных событий, осушка водорода охлаждения генераторов, внедрения новых аккумуляторных батарей оперативного тока. Налаживается учёт волжской воды внедрением ультразвуковых расходомеров.
Реконструировано баковое хозяйство с ликвидацией многих утечек в систему промканализации. Осуществляется контроль за расходом реагентов установкой мерников, внедрением РН-метров.
Практикуется повторное использование вод в схемах осветления и регенерации. Для учёта воды в схемах регенерации и сбросов сточных вод применяются ультразвуковые расходомеры.
В схемах цеха ТАИ ведется замена приборного парка на современные типы так полностью модернизирован щит управления турбинами № 5 и 6. При этом решены все вопросы создания нормативных условий труда машинистов.
Выполненен комплекс работ по автоматизации регулирования режимов работы котлоагрегатов с применением микропроцессоров КР-300 и настроена система регулирования турбин, что позволило участвовать ТЭЦ-2 в регулировании частоты в ЕЭС.
В качестве завершения технологического цикла ТЭЦ в системе коммерческого учёта энергоносителей внедрены вычислители расхода — «Гипер-Флоу ЗПМ», а сама система коммерческого учёта автоматизирована.
В 2005 году в коллективе ТЭЦ-2 часто вспоминают тех кто были первыми. На станции проходят встречи с ветеранами. Опыт прошлого бесценен, молодежь умеет глядеть вперед, но должна избежать прошлых ошибок, использовав накопленный предыдущим поколением опыт. Многие из ветеранов отмечают, что лучшее из предшествующего опыта не утрачено. Последнее десятилетие коллектив эксплуатационников ТЭЦ тесно связан с коллективами ремонтных цехов ПРП «Саратовэнергоремонт» и «Саратовэнергоспецремонт».
С 1 августа 2011 года турбогенераторы ст.№2, ст.№6 и котлоагрегат ст.№2 выведены из эксплуатации с целью длительной консервации.

## ТЭЦ-2 сегодня
ТЭЦ-2 снабжает тепловой и электрической энергией один из крупнейших районов Саратова — Заводской район.

## Собственники и руководство
Саратовская ТЭЦ-2 входит в состав ПАО «Т Плюс».
Директор-главный инженер — Белов Александр Владимирович ,
Заместитель директора-главного инженера — Чистобаев Андрей Павлович,
Начальник котлотурбинного цеха- Гурьев Роман Валерьевич,
Зам.Нач.КТЦ по турбинному отделению - Шарипов Анатолий Финадиевич,Зам.Нач.КТЦ по котельному отделению - Ефимов Андрей Николаевич . Начальник Хим.цеха - Овчаров Владимир Викторович

## Перечень основного оборудования
| Агрегат                              | Тип             | Изготовитель                                     | Количество | Ввод в эксплуатацию | Основные характеристики | Основные характеристики | Источники |
| Агрегат                              | Тип             | Изготовитель                                     | Количество | Ввод в эксплуатацию | Параметр                | Значение                | Источники |
| ------------------------------------ | --------------- | ------------------------------------------------ | ---------- | ------------------- | ----------------------- | ----------------------- | --------- |
| Оборудование паротурбинных установок |                 |                                                  |            |                     |                         |                         |           |
| Паровой котёл                        | ТП-86           | Таганрогский котельный завод «Красный котельщик» | 1          | 1965 г.             | Топливо                 | газ                     | [ 1 ]     |
| Паровой котёл                        | ТП-86           | Таганрогский котельный завод «Красный котельщик» | 1          | 1965 г.             | Производительность      | 420 т/ч                 | [ 1 ]     |
| Паровой котёл                        | ТП-86           | Таганрогский котельный завод «Красный котельщик» | 1          | 1965 г.             | Параметры пара          | 140 кгс/см2, 560 °С     | [ 1 ]     |
| Паровой котёл                        | ТГМ-84А(А и Б)  | Таганрогский котельный завод «Красный котельщик» | 2          | 1969 г. 1970 г.     | Топливо                 | газ                     | [ 1 ]     |
| Паровой котёл                        | ТГМ-84А(А и Б)  | Таганрогский котельный завод «Красный котельщик» | 2          | 1969 г. 1970 г.     | Производительность      | 420 т/ч                 | [ 1 ]     |
| Паровой котёл                        | ТГМ-84А(А и Б)  | Таганрогский котельный завод «Красный котельщик» | 2          | 1969 г. 1970 г.     | Параметры пара          | 140 кгс/см2, 560 °С     | [ 1 ]     |
| Паровой котёл                        | БКЗ-210-140Ф    | Барнаульский котельный завод                     | 3          | 1961—1963 г.        | Топливо                 | газ                     | [ 1 ]     |
| Паровой котёл                        | БКЗ-210-140Ф    | Барнаульский котельный завод                     | 3          | 1961—1963 г.        | Производительность      | 210 т/ч                 | [ 1 ]     |
| Паровой котёл                        | БКЗ-210-140Ф    | Барнаульский котельный завод                     | 3          | 1961—1963 г.        | Параметры пара          | 140 кгс/см2, 560 °С     | [ 1 ]     |
| Паровая турбина                      | ПТ-60/65-120/13 | Ленинградский металлический завод                | 2          | 1963 г. 1969 г.     | Установленная мощность  | 60 МВт                  | [ 1 ]     |
| Паровая турбина                      | ПТ-60/65-120/13 | Ленинградский металлический завод                | 2          | 1963 г. 1969 г.     | Тепловая нагрузка       | — Гкал/ч                | [ 1 ]     |
| Паровая турбина                      | Т-49(55)-120    | Уральский турбинный завод                        | 1          | 1969 г.             | Установленная мощность  | 49 МВт                  | [ 1 ]     |
| Паровая турбина                      | Т-49(55)-120    | Уральский турбинный завод                        | 1          | 1969 г.             | Тепловая нагрузка       | — Гкал/ч                | [ 1 ]     |
| Водогрейное оборудование             |                 |                                                  |            |                     |                         |                         |           |
| Водогрейный котёл                    | ПТВМ-100        | Белгородский котельный завод                     | 2          | 1978 г. 1979 г.     | Топливо                 | газ                     | [ 1 ]     |
| Водогрейный котёл                    | ПТВМ-100        | Белгородский котельный завод                     | 2          | 1978 г. 1979 г.     | Производительность      | 100 Гкал/ч              | [ 1 ]     |